# Ларамидия

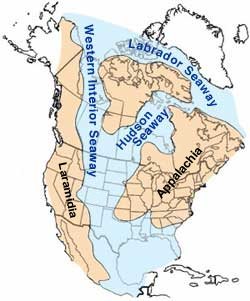

Ларами́дия — древний остров-континент[прояснить], существовавший в позднем меловом периоде (99,6—66 млн лет назад), когда Западное внутреннее море разделяло современную Северную Америку на две части. В мезозойскую эру остров был отделён от современных Аппалачей Западным внутренним морем на востоке. Море впоследствии сократилось в объёмах, расколов современную территорию Дакоты, и отступило в сторону нынешних Мексиканского и Гудзонова заливов, а Ларамидия стала частью континента Северная Америка. В некоторых работах Ларамидия подразделяется на северную и южную, граница между которыми условно проводится в месте расположения современных американских штатов Колорадо и Юта.
Название древнему острову было дано в 1996 году Дэвидом Арчибальдом в честь города Ларами в штате Вайоминг.
Ларамидия простиралась от современной Аляски до Мексики. Остров массово населяли динозавры различных видов, в том числе тираннозавриды, дромеозавриды, троодонтиды, гадрозавриды, цератопсы, пахицефалозавры, титанозавры.
На территории бывшей Ларамидии (от Аляски до Нью-Мексико) было найдено большое количество ископаемых остатков динозавров.